# Karen Roberts
Karen Ann Roberts (ur. 26 października 1976) – brytyjska judoczka. Olimpijka z Sydney 2000, gdzie zajęła dziewiąte miejsce w kategorii 63 kg. Brązowa medalistka mistrzostw świata w 1999. Druga na mistrzostwach Europy w 2002. Triumfatorka igrzysk Wspólnoty Narodów w 2002, gdzie reprezentowała Anglię.
- Turniej w Sydney 2000

Wygrała z Kenią Rodríguez z Kuby a przegrała z Saidą Dhahri z Tunezji i Anją von Rekowski z Niemiec.